# 錦小路通

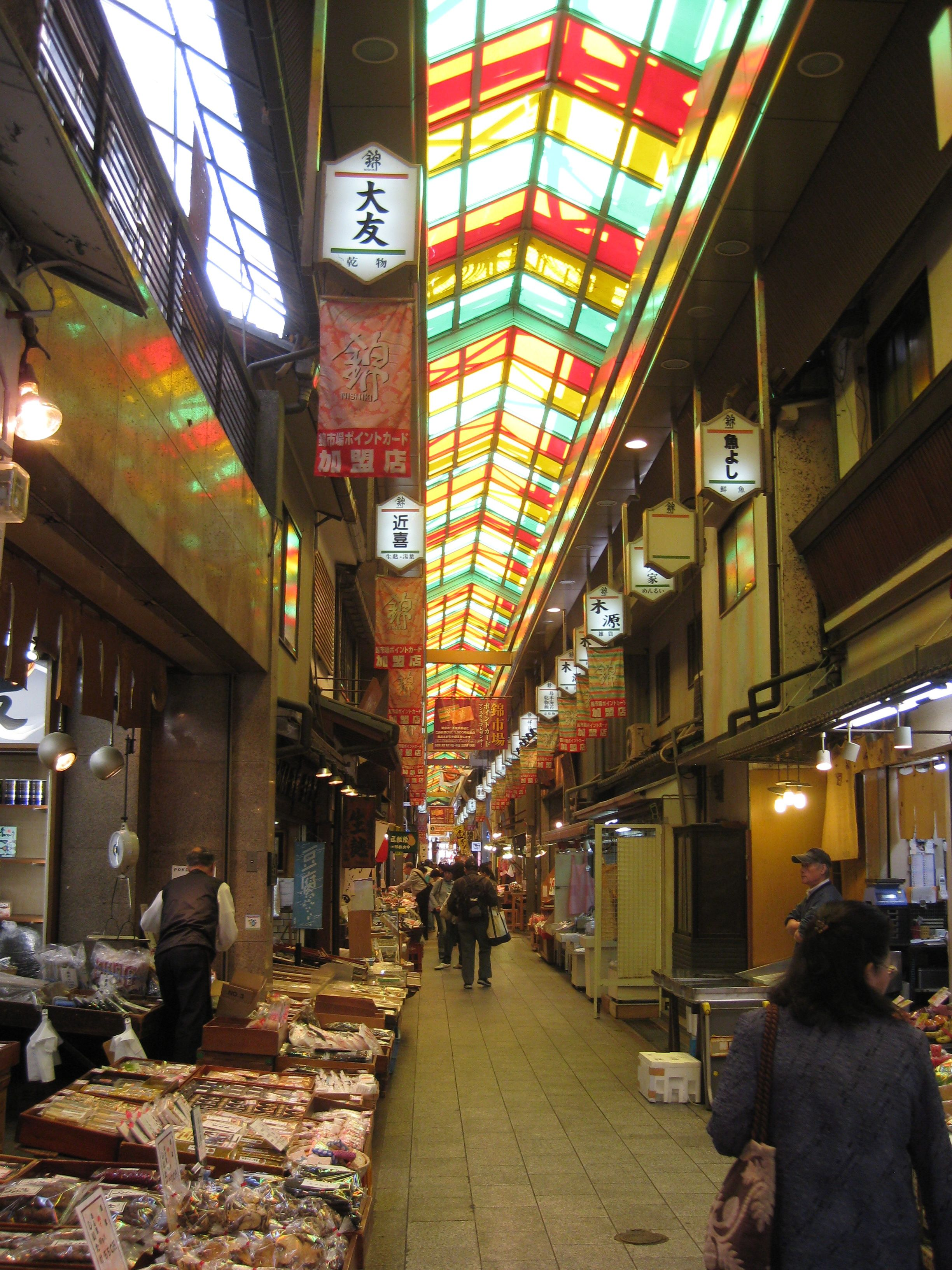
錦市場

錦小路通（にしきこうじどおり）は京都市の東西の通りの一つ。平安京の錦小路にあたる。蛸薬師通と四条通の間を走る。東は新京極通の錦天満宮正面から西は壬生川通まで。
宇治拾遺物語の記述によると、平安時代は具足小路と呼ばれ、その後なまって、糞小路となり、勅命で四条通をはさんで南隣の綾小路にちなんで錦小路に改められたという。
高倉通と寺町通間の錦市場は京の台所とよばれ、青果店、鮮魚店、乾物店、惣菜店などが並ぶアーケード、石畳の狭い通り。
新京極通から烏丸通までが路上喫煙等禁止区域である。

## 沿道の主な施設
- 錦天満宮　新京極通
- 新京極通
- 錦市場　寺町から高倉
- 大丸京都店　高倉から東洞院
- 京都市立堀川高等学校　堀川通
- 京都市交通局本局　壬生川通